# NGC 1606
NGC 1606 ist eine linsenförmige Galaxie vom Hubble-Typ SB0/a im Sternbild Eridanus am Südsternhimmel. Sie ist schätzungsweise 211 Millionen Lichtjahre von der Milchstraße entfernt und hat einen Durchmesser von etwa 30.000 Lichtjahren.
Im selben Himmelsareal befinden sich u. a. die Galaxien NGC 1600, NGC 1601, NGC 1603, NGC 1604.
Das Objekt wurde am 14. Januar 1849 von George Johnstone Stoney entdeckt.